# 小叶乳香树
小叶乳香树是橄榄科乳香树属植物，原产埃塞俄比亚东部和南部、肯尼亚东北部以及索马里。小叶乳香树与野乳香树近缘，但小叶乳香树小叶数量较少，小叶基部呈楔形。